# Yōko Shinozaki
Yōko Shinozaki (篠崎洋子?, Shinozaki Yōko; 29 gennaio 1945) è una pallavolista giapponese.

## Carriera

### Club
.

### Nazionale
È stata una giocatrice importante per la squadra delle Streghe orientali, nella vincita di fila della medaglia d'oro ai campionati mondiali in URSS nel 1962 e in Giappone del 1967 e dei Giochi olimpici di Tokyo del 1964.